# NGC 3489
NGC 3489 (другие обозначения — UGC 6082, MCG 2-28-39, ZWG 66.84, PGC 33160) — галактика в созвездии Льва. Открыта Уильямом Гершелем в 1784 году.
Этот объект входит в число перечисленных в оригинальной редакции «Нового общего каталога».
Галактика имеет слабый бар, небольшой псевдобалдж и небольшой обычный балдж. В оптическом диапазоне NGC 3489 демонстрирует небольшую активность в ядре, что говорит о наличии в её центре сверхмассивной чёрной дыры. В галактике недавно прошла вспышка звездообразования, средний возраст звёздного населения невелик и составляет 1,7 миллиарда лет, а наиболее молодое население наблюдается в ядре.